# 鄒賢 (成化進士)
鄒賢（1447年—1506年），字世用，四川成都府內江縣人，民籍，治《書經》。

## 生平
五月十八日生，行二，由國子生中式四川鄉試第五十七名舉人，會試中式第三十九名。年三十二歲中式成化十四年戊戌科第三甲第三十二名進士。

## 家族
曾祖鄒明道；祖鄒□清；父鄒琳；母羅氏。嚴侍下，妻門氏，繼妻李氏；兄德，弟永哲。